# Сукцесия
Сукцесия (на латински: succesio – приемственост, наследство) е последователна необратима и закономерна смяна на една биоценоза (фитоценоза, микробно съобщество, биогеоценоза и т.н.) с друга на определен участък от средата.

## Класификация
Съществуват множество класификации на сукцесията – по показателите, променящи се в хода на сукцесията или по причините за смяната:
- по периода от време (бързи, средни, бавни, много бавни),
- по обратимост (обратими и необратими),
- по степен на постоянство на процеса (постоянни и непостоянни),
- по произход (първични и вторични),
- по тенденция за изменение на продуктивността (прогресивни и регресивни),
- по тенденция за изменение на видовото богатство (прогресивни и регресивни),
- по антропогенност (антропогени и природни),
- по характера на извършващите се по време на сукцесията изменения (автотрофни и хетеротрофни).